# Roberto Lopes da Costa
Roberto Lopes da Costa (ur. 6 października 1966 w Bacabal) – brazylijski siatkarz plażowy, dwukrotny zwycięzca cyklu World Tour w 1993 i w 1995 oraz uczestnik Igrzysk Olimpijskich w 1996 grając w parze z Franco Neto.